# Euglenes batuensis
Euglenes batuensis is een keversoort uit de familie schijnsnoerhalskevers (Aderidae). De wetenschappelijke naam van de soort werd in 1962 gepubliceerd door Werner.